# Recopa Sul-Americana de 1996
A Recopa Sul-americana de 1996 foi a sétima edição do torneio, disputada em jogo único, em um campo neutro, entre o campeão da Taça Libertadores da América de 1995 (Grêmio) e o campeão da Supercopa Libertadores 1995 (Independiente). O Grêmio goleou a equipe argentina por 4 a 1 e sagrou-se campeão na competição.

## Participantes
| Clube         | Cidade       | Classificação                                   | Participação |
| ------------- | ------------ | ----------------------------------------------- | ------------ |
| Grêmio        | Porto Alegre | Campeão da Copa Libertadores da América de 1995 | 1ª           |
| Independiente | Avellaneda   | Campeão da Supercopa Libertadores 1995          | 2ª           |

## Final
| 7 de abril de 1996 | Grêmio                                                               | 4 – 1     | Independiente      | Kobe Universiade Memorial, Kobe (Japão) |
|                    | Jardel 19' · Carlos Miguel 45+6' · Adílson 68' (P) · Paulo Nunes 80' | Relatório | Burruchaga 22' (P) | Árbitro: Epifanio González              |

| Grêmio | Independ. |

| GRÊMIO:             |    |               |  |     |
|                     |    |               |  |     |
| G                   | 1  | Danrlei       |  | 21' |
| LD                  | 2  | Arce          |  |     |
| Z                   | 3  | Rivarola      |  |     |
| Z                   | 4  | Adílson       |  |     |
| LE                  | 6  | Roger         |  |     |
| V                   | 5  | João Antônio  |  |     |
| V                   | 8  | Goiano        |  |     |
| M                   | 10 | Ailton        |  | ?b' |
| M                   | 11 | Carlos Miguel |  |     |
| A                   | 7  | Paulo Nunes   |  |     |
| A                   | 9  | Jardel        |  | ?c' |
| Substituição:       |    |               |  |     |
| G                   | 12 | Murilo        |  | 21' |
| V                   | 15 | Emerson       |  | ?b' |
| A                   | 17 | Sílvio        |  | ?c' |
| Treinador:          |    |               |  |     |
| Luiz Felipe Scolari |    |               |  |     |

| INDEPENDIENTE: |  |            |  |     |
|                |  |            |  |     |
| G              |  | Mondragón  |  |     |
| LD             |  | Clausen    |  |     |
| Z              |  | Rotchen    |  |     |
| Z              |  | Serrizuela |  |     |
| LE             |  | Ramírez    |  | ?a' |
| V              |  | Cagna      |  | ?b' |
| V              |  | Acuña      |  |     |
| M              |  | Domizzi    |  |     |
| M              |  | Burruchaga |  |     |
| A              |  | Mazzoni    |  | ?c' |
| A              |  | Molina     |  |     |
| Substituição:  |  |            |  |     |
| A              |  | Calderón   |  | ?a' |
| Z              |  | Bustos     |  | ?b' |
| A              |  | Alvez      |  | ?c' |
| Treinador:     |  |            |  |     |
| Gregorio Pérez |  |            |  |     |

| Recopa Sul-Americana 1996  |
| -------------------------- |
| Grêmio Campeão (1º título) |

## Artilharia
1 gol
- Jardel
- Paulo Nunes
- Adílson Batista
- Carlos Miguel
- Jorge Burruchaga

## Assistência
2 assistências
- Carlos Miguel

1 assistência
- João Antônio